# Moi, Peter Sellers
Pour plus de détails, voir Fiche technique et Distribution.
Moi, Peter Sellers (The Life and Death of Peter Sellers) est un film américano-britannique de Stephen Hopkins sorti en 2004, qui raconte la vie de l'acteur Peter Sellers. Distribué en salles notamment en France et au Royaume-Uni, il fut diffusé à la télévision aux États-Unis.

## Synopsis
Le comédien britannique Peter Sellers, après avoir été l'un des animateurs radio de la BBC, s'imposera comme l'un des plus grands acteurs comiques de la planète.

## Fiche technique
- Titre : Moi, Peter Sellers
- Titre original : The Life and Death of Peter Sellers (littéralement : « La vie et mort de Peter Sellers »)
- Réalisation : Stephen Hopkins
- Scénario : Christopher Markus et Stephen McFeely, d'après le livre de Roger Lewis
- Pays de production :  Royaume-Uni /  États-Unis
- Langue originale : anglais
- Durée : 122 minutes
- Dates de sortie :
  - France : 21 mai 2004 (Festival de Cannes 2004) ; 17 novembre 2004 (sortie nationale)
  - Royaume-Uni : 1er octobre 2004

## Distribution
- Geoffrey Rush (V. F. : Pierre-François Pistorio) : Peter Sellers
- Charlize Theron : Britt Ekland
- Emily Watson (V. F. : Danièle Douet) : Anne Sellers
- John Lithgow (V.F. : Patrick Préjean): Blake Edwards
- Miriam Margolyes (V. F. : Joëlle Brover) : Peg Sellers
- Peter Vaughan : Bill Sellers
- Sonia Aquino : Sophia Loren
- Stanley Tucci (V. F. : Pierre Tessier) : Stanley Kubrick
- Stephen Fry : Maurice Woodruff
- Henry Goodman : Dennis Selinger
- Mona Hammond : Ruth Attaway
- Alison Steadman : Agent de casting

## Distinctions

### Récompenses
- Golden Globes 2005 :
  - Meilleure mini-série ou téléfilm
  - Meilleur acteur dans une mini-série ou un téléfilm pour Geoffrey Rush

### Nominations
- Festival de Cannes 2004 : En compétition pour la Palme d'or
- Golden Globes 2005 : Meilleure actrice dans un second rôle dans une série, une mini-série ou un téléfilm pour Charlize Theron

## Erreur
Le film présente le projet de film Romance of the Pink Panther (en) comme un projet de Blake Edwards alors que c'est un projet de Peter Sellers lui-même et de Jim Moloney.